# Rue de Chablis
La rue de Chablis est une voie située dans le 12e arrondissement de Paris, en France.

## Situation et accès
La rue est desservie par la ligne 14 à la station Cour Saint-Émilion.

## Origine du nom
Le nom de la voie fait référence à la ville française de Chablis, également connue pour son vignoble.

## Historique
La rue de Chablis, ouverte en 1877, est située à proximité des anciens entrepôts de vin de Bercy et porte son nom actuel depuis 1879.